# Aurelia (Vorname)
Aurelia ist ein weiblicher Vorname.

## Herkunft und Bedeutung
Aurelia ist die weibliche Form des römischen Gentilnamens Aurelius, der sich wiederum vom lateinischen Adjektiv aureus „golden“, „herrlich“, „wunderbar“ ableitet.

## Verbreitung
Der Vorname Aurelia erfreut sich in Deutschland seit den 2000er Jahren wachsender Beliebtheit. Im Jahr 2021 belegte er bereits Rang 90 der beliebtesten Mädchennamen. Besonders häufig wird er in Süddeutschland vergeben.
In Frankreich wurde der Vorname Aurélie insbesondere in den 1980er Jahren häufig vergeben.

## Varianten

### Weibliche Varianten
- Englisch: Oralee, Oralie
- Französisch: Aurélie
- Italienisch: Aureliana, Oria
  - Diminutiv: Orietta
- Portugiesisch: Aurélia, Áurea, Aurelina
- Rumänisch
  - Diminutiv: Aurica
- Schwedisch: Aurela
- Slowakisch: Aurélia
- Spanisch: Áurea, Aurelina
  - Baskisch: Orella
- Ungarisch: Aurélia

### Männliche Varianten
- Deutsch: Aurelius, Aurel, Aurelian
  - Friesisch: Auke
- Französisch: Aurèle, Aurélien
- Italienisch: Aurelio, Aureliano
  - Latein: Aurelius, Aurel, Aurelian, Aurelianus
- Litauisch: Aurelijus
- Polnisch: Aureliusz
- Portugiesisch: Aurélio
- Rumänisch: Aurel, Aurică, Aurelian
- Spanisch: Aurelio, Aureliano
- Ungarisch: Aurél

## Namenstage
- 13. Oktober: Aurelia von Straßburg
- 15: Oktober: Aurelia von Regensburg

## Namensträgerinnen

### Aurelia
Antike und Mittelalter
- Aurelia Orestilla, eine römische Frau, die im Zusammenhang mit der catilinarischen Verschwörung steht
- Aurelia († 54 v. Chr.), Mutter von Gaius Iulius Caesar
- Marcia Aurelia Ceionia Demetrias († 193 n. Chr.), Konkubine des römischen Kaisers Commodus, siehe Marcia (Konkubine des Commodus)
- Annia Aurelia Faustina, Frau des römischen Kaisers Elagabal
- Aurelia von Straßburg (4. Jahrhundert), Heilige; Gefährtin der Ursula von Köln
- Aurelia von Regensburg († 1027), Heilige

Neuzeit
- Aurelia Burckhardt (* 1974), Schweizer Regisseurin, Schauspielerin und Kulturmanagerin
- Aurelia Dobre (* 1972), rumänische Turnerin
- Aurelia Frick (* 1975), liechtensteinische Politikerin (FBP)
- Aurelia Gieler (* 1940), österreichische  Politikerin, MdL Burgenland
- Aurelia Josz (1869–1944), italienische Autorin und Pädagogin
- Aurelia Mihai (* 1968), rumänische Videokünstlerin und Hochschullehrerin
- Aurelia Pentón (* 1941), kubanische Sprinterin und Mittelstreckenläuferin
- Aurélia Petit (* 1971), französische Schauspielerin
- Aurelia Schwarzenegger (geb. Jadrny; 1922–1998), Mutter von Arnold Schwarzenegger
- Aurelia Stern (* 2000), deutsche Schauspielerin
- Aurelia Wald, bekannt als Orli Wald (1914–1962), deutsche Widerstandskämpferin
- Aurelia Wyleżyńska (* 1881 oder 1889; † 1944) war eine polnische Schriftstellerin und Journalistin

### Aurelie, Aurélie
- Aurelie, Pseudonym von Sophie von Baudissin (1817–1894), deutsche Schriftstellerin
- Aurélie Chaboudez (* 1993), französische Leichtathletin
- Aurelie Deffner (1881–1959), deutsche Politikerin (SPD), MdL Bayern
- Aurélie Dupont (* 1973), französische Balletttänzerin
- Aurélie Filippetti (* 1973), französische Politikerin (Sozialistische Partei) und Schriftstellerin
- Aurélie Halbwachs (* 1986), mauritische Radrennfahrerin
- Aurélie Jonary (* 1969), madagassische Leichtathletin (Hürdenlauf)
- Aurélie Kaci (* 1989), französische Fußballspielerin
- Aurélie Kamga (* 1985), französische Sprinterin
- Aurélie Muller (* 1990), französische Freiwasserschwimmerin
- Aurélie Nemours (1910–2005), französische Malerin
- Aurelie Obermayer (1845–nach 1898), österreichische Schriftstellerin
- Aurélie Perrillat-Collomb (* 1980), französische Skilangläuferin
- Aurélie Revillet (* 1986), französische Skirennläuferin
- Aurélie Tropez (* 1981), französische Jazzmusikerin (Saxophon, Klarinette),
- Aurelie Tshamala (* 1998), kongolesische Schauspielerin
- Aurélie Védy (* 1981), französische Tennisspielerin

### Fiktive Namensträgerinnen
- Aurelie, in Die Elixiere des Teufels von E. T. A. Hoffmann
- Aurelie, in Wilhelm Meisters Lehrjahre von Johann Wolfgang von Goethe
- Aurélie, in Aus dem Leben eines Taugenichts von Joseph von Eichendorff
- Gräfin Aurelie von Merkenstein, in Komödie der Verführung von Arthur Schnitzler
- Aurélie, eine fiktive Person und ein Songtitel der Musikgruppe Wir sind Helden aus dem Album Die Reklamation